# Jesus & Josefine
 For alternative betydninger, se Jesus & Josefine (flertydig). (Se også artikler, som begynder med Jesus & Josefine)
Jesus & Josefine er en dansk julekalender, der blev sendt på TV 2 i december 2003. Julekalenderen blev genudsendt i december 2009.
Serien har manuskript af Bo Hr. Hansen og Nikolaj Scherfig og blev instrueret af Carsten Myllerup. Musikken blev skrevet af Martin Brygmann, og seriens titelnummer, "Jesus & Josefine", blev sunget af Brygmann og Julie Berthelsen.
Julekalenderen blev efterfulgt af filmen Oskar & Josefine fra 2005.

## Handling
Julekalenderen handler om pigen Josefine, som ikke kan lide jul. Hun kommer ind i en butik, der ejes af den mystiske Thorsen, hvor hun finder et lille krybbespil, som fungerer som en slags tidsmaskine. Den bringer hende tilbage i tiden til Nazaret omkring år 12. Der møder hun Jesus som barn. Det ene visit bliver til flere, og løbende forandrer hendes besøg Jesu liv og griber ind i de beretninger, som Bibelen har om Jesus.

## Skuespillere
- Josefine: Pernille Kaae Høier
- Jesus: Sebastian Aagaard-Williams
- Oskar: Rasmus Ott "Razz"
- Louise, Josefines mor: Andrea Vagn Jensen
- Jesper, Josefines far: Nikolaj Steen
- Lukas, Josefines lillebror: Jonathan Werner Juel
- Josef: Martin Brygmann
- Maria: Camilla Bendix
- Jytte: Bodil Jørgensen
- Thorsen/Satan: Kjeld Nørgaard

Produceret af COSMO FILM.